# سرینا (ایلینوی)
سرینا (به انگلیسی: Serena) یک منطقهٔ مسکونی در ایالات متحده آمریکا است که در ایلینوی واقع شده‌است. سرینا ۹۸۰ نفر جمعیت دارد و ۱۹۲٫۹۴ متر بالاتر از سطح دریا واقع شده‌است.